# Казахи в Исламском государстве
Казахи в Исламском государстве — участие казахов в боевых действиях на стороне Исламского государства. По информации от представителей властей Казахстана на конец 2014 года, их численность достигала 300 человек.
Большинство мусульман Казахстана исповедует суннитский ислам ханафитского мазхаба.

## Информационное воздействие ИГ
В 2013 году появилось видео, в котором показали около 150 казахов с семьями. В нём говорилось об их жизни в общине, предположительно, около Алеппо. Мужчины на казахском языке призывали «следовать пути Аллаха и совершить джихад». В ноябре 2014 года медиацентр Исламского государства «Аль-Хаят» опубликовал видео с боевой подготовкой детей, говорящих на казахском языке. Дети были вооружены автоматами, один из мальчиков сказал, что он станет муджахидом и будет «резать неверных». По-казахски он употребляет слово «бауыздаймыз», которое у казахов означает «зарезать скот». Фото с этими детьми также появилось в пятом номере журнала «Дабик».
В публикации американской неправительственной организации Jamestown Foundation говорится, что на этих видео представлены разные группы казахов, это может свидетельствовать о смерти мужчин из первой группы, а дети на втором видео — сироты. По мнению автора, казахи, прибывающие в Исламское государство, имеют небольшой боевой опыт, и их используют в качестве «пушечного мяса». Большинство из казахов не является опытными бойцами, как чеченцы или ливийские участники гражданской войны, это «обычные» люди, которые втянулись в джихад после изучения исламских сайтов, общения с непрофессиональными имамами в нерегулируемых мечетях Казахстана или после обучения в салафитских учебных заведениях за границей. Казахстанский политолог Ерлан Карин считает второе видео от ИГ манипулятивным, содержащим старые видеокадры и снятым с целью создать ощущение прихода свежих сил.
В марте 2016 года медиацентр ИГ Furat Media опубликовал очередное видео, в котором показали учителя русского языка из Южно-Казахстанской области, переехавшего в ИГ с женой и детьми. На видео президента Нурсултана Назарбаева называют «кафиром», а Казахстан — «Куфрстаном». Специалист по исламу Уран Ботобеков пишет, что ИГ после больших потерь в 2016 году сменило стратегию привлечения бойцов из Центральной Азии: видео теперь фокусируются не на жестокости и угрозах вернуться в свои государства и установить там шариат, а на «семейных ценностях» — людей призывают эмигрировать в ИГ с семьями и «защищать халифат». Новые видео ИГ подчёркивают дух товарищества, социальную справедливость, возможность воспитания детей в соответствии с исламскими нормами, мирную жизнь, примеры взаимопомощи. Сотрудник Брукингского института отмечает, что институт семьи высоко ценится в традиционном центральноазиатском обществе, поэтому ИГ учитывает местную специфику.
Ерлан Карин предполагает, что исполнители теракта в Актобе в июне 2016 года действовали под воздействием призывов ИГ.

## Оценки численности
Политолог Ерлан Карин в сентябре 2014 года оценивал численность казахов в ИГ примерно в 250 человек. Их средний возраст около 30 лет, у большинства из них есть семьи с детьми, высшее образование и относительно стабильная работа. Это религиозные люди, они соблюдают исламские традиции.
Председатель Комитета национальной безопасности Казахстана Нуртай Абыкаев в ноябре 2014 года заявил, что более 300 боевиков из Казахстана создали в ИГ боевой отряд «Казахский жамагат», в их числе 150 женщин.